# NGC 7125
NGC 7125 ist eine Balken-Spiralgalaxie vom Hubble-Typ SBc im Sternbild Indianer am Südsternhimmel. Sie ist schätzungsweise 137 Millionen Lichtjahre von der Milchstraße entfernt und hat einen Durchmesser von etwa 125.000 Lichtjahren. Vermutlich bildet sie gemeinsam mit NGC 7126 ein gravitativ gebundenes Galaxienpaar.
Die Typ-IIP-Supernova SN 2012du wurde hier beobachtet.
Das Objekt wurde am 22. Juli 1835 von John Herschel entdeckt.